# قصر بوتالا

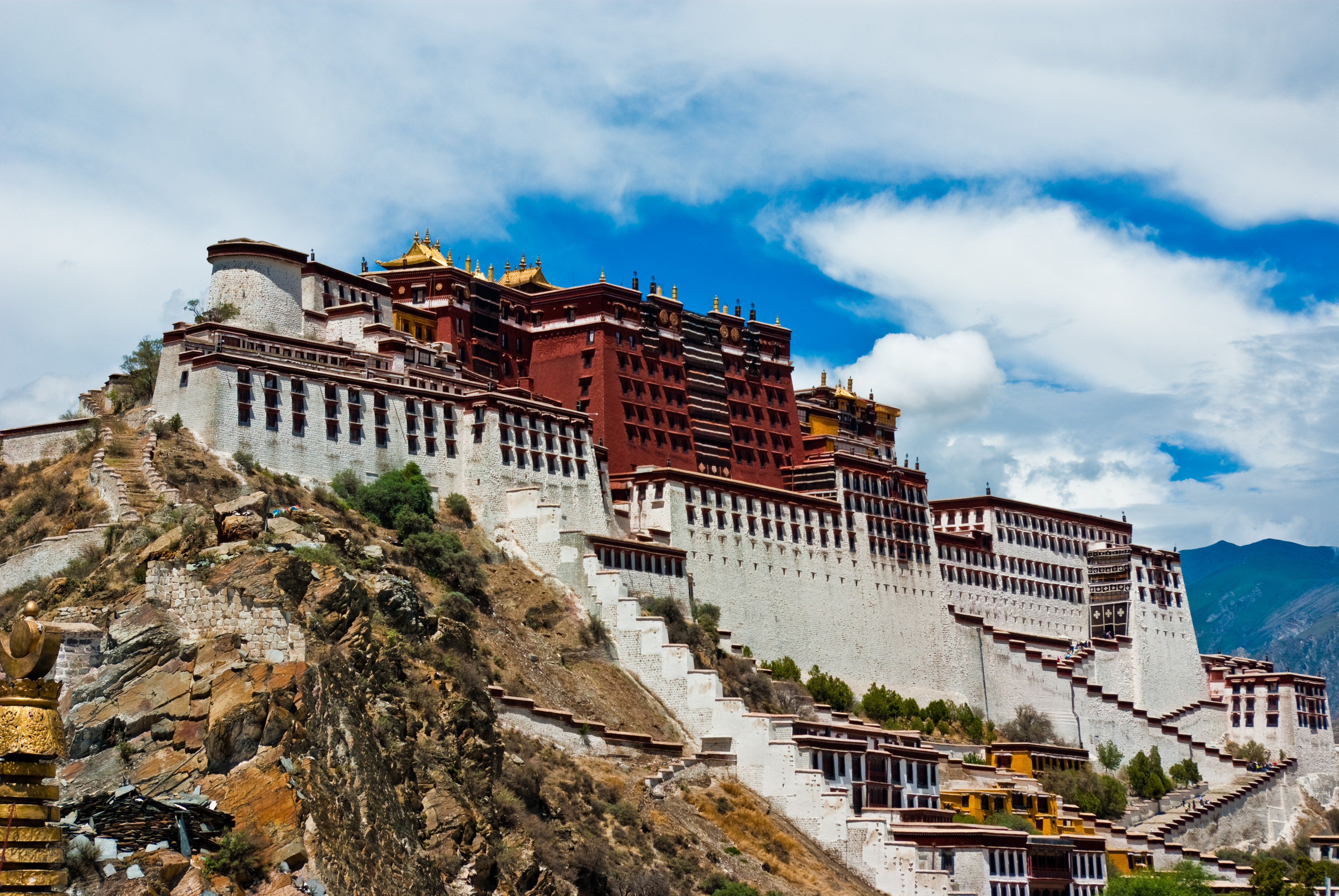
قصر بوتالا في لاسا

قصر بوتالا هي مجموعة مشهورة من القصور على شكل القلعة تقع على قمة جبل هوانغشان بمدينة لاسا في التبت الصينية. يعود تاريخ القصر إلى أكثر من 1300 عام، فقد تأسس في القرن السابع. وكان القصر الشتوي للدلاي لاما بين عام 1649 و1959، وبعد تلك الفترة أصبح متحفًا، وقد تم ضمه إلى قائمة التراث العالمي عام 1994.
يرتفع قصر بوتالا إلى أكثر من 3700 متر عن سطح البحر، إجمالي مساحته أكثر من 3700 متر مربع، طوله من الشرق إلى الغرب 360 مترا، وعرضه من الجنوب إلى الشمال 270 مترا، يرتفع المبنى الرئيسي له 117 مترا من 13 طابقا، تحتوي على أكثر من 1000 غرفة و10000 مزار وحوالي 200000 تمثال، ويعتبر القصر أعلى مجموعة فخمة للبنايات في العالم، تجمع القصور والقلاع والمعابد.
يتكيء قصر بوتالا على الجبل، تبدو القصور المتراكبة عظيمة وفخمة، أسلوبه المعماري الأسلوب التبتي التقليدي المتمثل في القلعة الصخرية والخشبية وخصائص أسلوب قومية هان وهي العوارض وقمة السقف الخارجي الذهبية والسقف الداخلي المربع. في التوزيع الفضائي، به أفنية متداخلة، وممرات ملتوية، الفرق واضح بين الأجزاء الرئيسية والثانوية، مما يبرز البنايات الرئيسية ونسق البنايات الثانوية، فتتناثر البنايات ويتداخل بعضها بعضا، مما يشكل فضاء من طبقات متعددة. القصر غني بالشعور بالإيقاعات الموسيقية، والشعور بالعلو والشموخ، فهو معجزة في تاريخ البناء العالمي. من ناحية الوظائف، تنقسم البنايات الرئيسية بقصر بوتالا إلى جزءين كبيرين، الجزء الأول أماكن إقامة لدالاي لاما ونشاطاته السياسية، والجزء الثاني بروج قبور دالاي لاما من كل أجياله وأنواع مختلفة من القاعات البوذية. يتمركز الجزء الأول في القصر الأبيض بكونه رئيسيا. بدأ بناء القصر الأبيض عام 1645، استغرق بناؤه 8 سنوات، مركزه قاعة الإلهة قوان ين، التي بنيت في فترة سونغتسين غامبو، تم بناؤ معبد كبير في شرقيها وغربيها. جدران هذا المعبد باللون الأبيض، فسمي بـ«القصر الأبيض». يتركز الجزء الثاني قي القصر الأحمر، وبني هذا القصر عام 1690، بعث إمبراطور أسرة تشينغ إمبراطور كانغ شي أكثر من مائة حفي من قوميات هان ومان ومنغوليا ليشاركوا في توسيع قصر بوتالا.
بعد تحرير التبت سلميًا عام 1951، أولت الحكومة المركزية اهتمامًا كبيرا لحماية قصر بوتالا. في عام 1961، أدرجه مجلس الدولة ضمن الآثار المحمية الهامة للدولة، وخصص مبالغ سنوية لصيانته وترميمه. غير أن هذا القصر لم تجر عليه ترميمات كبيرة في مدة تزيد عن 300 عام بعد إعادة بنائه، فتعرض لأخطار شديدة، وفي عام 1985، خصص مجلس الدولة مبلغًا هائلًا لترميمه بشكل شامل، وهذا التمويل هو أكبر تمويل لحماية البنايات الأثرية القديمة منذ تأسيس جمهورية الصين الشعبية.

## تاريخ

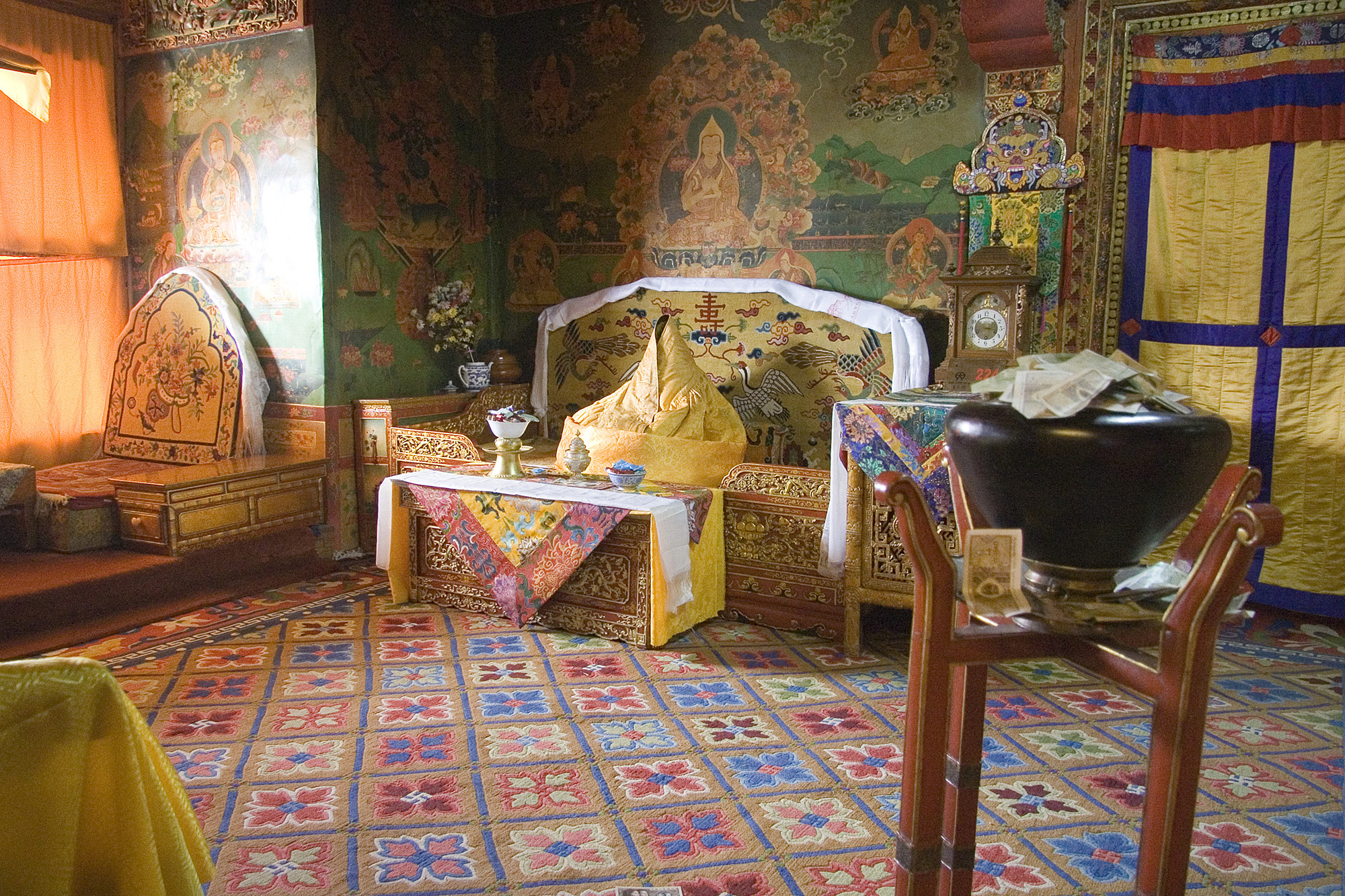
الأحياء السابقة للدالاي لاما. يمثل الرسم الموجود في الجدار تينزن غياتسو، الدالاي لاما الحالي.

تم بناء الموقع الذي يرتفع عليه قصر بوتالا في عام 637 فوق قصر أقامه سونغتسين غامبو على التل الأحمر. يحتوي قصر بوتالا على كنيستين صغيرتين في الزاوية الشمالية الغربية تحافظان على أجزاء من المبنى الأصلي. أحدهما هو فوكبا لهاخانغ والآخر شوغييل دروبوك وهو كهف مستعار يُعرف على أنه كهف سونغتسين جامبو للتأمل. بدأ لوزانغ غياتسو؛ الدالاي لاما الخامس، بناء قصر بوتالا الحديث في عام 1645 بعد أن أشار أحد مستشاريه الروحيين؛ كونشوج تشوفيل (توفي عام 1646)، إلى أن الموقع كان مثاليًا كمقر للحكومة، ويقع بين معبد دريبونغ ومعبد سيرا والبلدة القديمة في مدينة لاسا. تم بناء الهيكل الخارجي في 3 سنوات، في حين أن الديكور الداخلي ومفروشاته استغرق 45 عامًا. انتقل الدالاي لاما وحكومته إلى بوترانج كاربو (القصر الأبيض) في عام 1649. واستمر البناء إلى غاية عام 1694 بعد حوالي اثني عشر عامًا من وفاته. تم استخدام بوتالا كقصر شتوي من قبل الدالاي لاما منذ ذلك الوقت. تمت إضافة قصر بوترانج ماربو (القصر الأحمر) بين عامي 1690 و 1694.
حصل القصر على اسمه من جبل بوتلاكا في كنياكماري في الطرف الجنوبي من الهند، وهي نقطة صخرية مقدسة لبوداسف الشفقة والمعروف باسم أفالوكيتسافارا، أو تشينريزي. نادراً ما يطلق أهل التبت أنفسهم عن المكان المقدس باسم «بوتالا»، بل تسي بوتالا (أي قمة بوتالا)، أو الأكثر شيوعاً وهو «القمة».
تعرض القصر لأضرار طفيفة خلال انتفاضة التبت ضد الصينيين في عام 1959، عندما أُطلقت قذائف صينية على نوافذ القصر. قبل أن يطلق جنود جيش التحرير الشعبي الصيني النار على تشامدو جامبا كالدن وأسره كرهينة، حيث قال في شهادته «قذائف المدافع الصينية بدأت تسقط على معبد نوربولينجكا بعد منتصف الليل في 19 مارس 1959.وأضيئت السماء عندما أصابت القذائف الصينية كلية تشاكبوري للطب وقصر بوتالا». كما نجى القصر أيضًا من الضرر أثناء الثورة الثقافية في عام 1966 من خلال التدخل الشخصي لتشوان لاي والذي كان حينها رئيس وزراء جمهورية الصين الشعبية. يدعي الناشط التبتي تسيرينغ ووزر أن قصر بوتالا «والذي كان يضم أكثر من 100000 مجلد من الكتب المقدسة والوثائق التاريخية، والعديد من غرف التخزين لإيواء الأشياء الثمينة، والحرف اليدوية، واللوحات، والمعلقات الجدارية، والتماثيل، والدروع القديمة»؛ قد تعرض للسرقة تقريبًا. من ناحية أخرى، كتبت عالمة التبت آمي هيلر أنه «المكتبة والكنوز الفنية القيمة التي تراكمت على مر القرون في قصر بوتالا قد تم الحفاظ عليها.»
أدرج قصر بوتالا في قائمة التراث العالمي لليونسكو في عام 1994. وفي عام 2000 و2001، أضيف معبد جوخانغ ونوربولينغكا إلى القائمة بوصفهما امتدادًا لهذه المواقع. وكان التحديث السريع للمكان مصدر قلق لليونسكو، والتي أعربت عن قلقها بشأن بناء الهياكل الحديثة مباشرة حول القصر والتي تهدد الجو الفريد للقصر. واستجابت الحكومة الصينية بسنّ قاعدة تمنع بناء أي مبنى يزيد ارتفاعه عن 21 مترا في المنطقة. كانت اليونسكو قلقة أيضًا بشأن المواد المستخدمة أثناء ترميم القصر، الذي بدأ في عام 2002 بتكلفة 180 مليون يوان (22.5 مليون دولار أمريكي)، على الرغم من أن مدير القصر كيانغبا غيسانغ أوضح أنه تم استخدام المواد التقليدية والحرف اليدوية فقط. كما تلقى القصر أيضًا أعمال ترميم بين عامي 1989 و 1994، بتكلفة 55 مليون يوان صيني (6.875 مليون دولار أمريكي).
تم تحديد عدد زوار القصر بـ 1600 زائر يومياً، مع تقليص ساعات العمل إلى ست ساعات يومياً لتجنب الازدحام اعتبارًا من 1 مايو 2003. وكان القصر يستقبل ما معدله 1500 يومياً قبل بدء العمل بنظام الكوتا (نظام الحصص). تصل أحيانًا إلى أكثر من 5000 في اليوم الواحد. تم حظر الزيارات لسقف الهيكل بعد الانتهاء من جهود الترميم في عام 2006 لتجنب المزيد من الأضرار الهيكلية. تم رفع حصص الزيارة إلى 2300 يوميًا لاستيعاب زيادة بنسبة 30٪ في الزيارات منذ افتتاح خط سكة حديد كينغزاغ في مدينة لاسا في 1 يوليو 2006، ولكن كثيرًا ما تصل هذه الحصص إلى منتصف الصباح. تم تمديد ساعات العمل خلال فترة الذروة في الأشهر من يوليو إلى سبتمبر، حيث يأتي إلى الموقع أكثر من 6000.

## أعلام
- لونغتوك غياتسو
- ثوبتين غياتسو